# Tigrane le Jeune
Pour les articles homonymes, voir Tigrane.
Tigrane le Jeune (en arménien Տիգրան Կրտսեր ; mort à Rome après 61 av. J.-C.) est un prince de la dynastie artaxiade. Fils révolté de Tigrane II d'Arménie, il est roi de Sophène en 65 av. J.-C.

## Origine
Tigrane est le troisième fils de Tigrane II d'Arménie et de son épouse favorite Cléopâtre, une fille de Mithridate VI, roi du Pont.

## Prétendant
Impatient de régner, Tigrane le Jeune se révolte contre son père alors que ce dernier est en train de combattre les forces romaines en Cappadoce.
Lorsque Mithridate VI, vaincu,  envoie une députation à Tigrane II afin qu'il accepte de lui accorder l'asile, le roi d'Arménie, estimant que la révolte de son fils a été appuyée en sous-main par son grand-père maternel, refuse et emprisonne les envoyés du roi du Pont.
Le jeune Tigrane constitue un parti avec quelques nobles qui ne « supportaient plus l'autorité de son père » et se réfugie auprès de son beau-père Phraatès III, roi de Parthie. Comme ce dernier, du fait de ses accords avec Rome, hésite sur le parti à adopter, Tigrane le Jeune le convainc d'envahir l'Arménie. Les deux alliés s'avancent jusqu'à la capitale Artaxata qu'il investissent. Craignant que le siège ne se prolonge trop pour son armée inexpérimentée en ce domaine, Phraatès III laisse à son gendre une partie de ses troupes et retourne dans ses États. Livré à lui-même, Tigrane le Jeune est rapidement vaincu par son père.
Le jeune prétendant prend alors la fuite et rejoint son grand-père Mithridate VI. Ce dernier étant en grandes difficultés et ne pouvant lui apporter aucune aide, le jeune Tigrane se résout à rejoindre l'armée romaine commandée par Pompée et offre de lui servir de guide dans une expédition en Arménie contre son père.
En apprenant cette trahison, Tigrane II se décide à traiter avec les Romains ; il envoie à Pompée un ambassadeur et lui livre les envoyés de Mithridate VI qu'il détenait captifs. Toutefois, les intrigues de son fils ne permettent pas d'obtenir des conditions de paix acceptables. Pompée et ses troupes, ayant franchi l'Araxe, avancent vers Artaxata. Tigrane II  décide alors de rendre la ville et de venir lui-même négocier avec le Romain. Cette conduite et l'humilité avec laquelle il se présente inspirent le respect et la pitié à Pompée qui juge par contre sévèrement l'attitude de Tigrane le Jeune, assis à ses côtés, qui refuse de se lever devant son père et d'assister au diner offert en son honneur. Le lendemain, après avoir entendu le père et le fils, Pompée décide de laisser l'Arménie propre à Tigrane II et ne lui reprend que ses conquêtes extérieures dont une grande partie était déjà perdue : Syrie, Phénicie, Cappadoce, Commagène, Osroène, Mygodnie. Il lui enlève de plus la Sophène qu'il  donne comme royaume à Tigrane le Jeune, mais sans le trésor royal qui s'y trouvait à l'abri. Par contre, Tigrane le Jeune, mécontent de cette décision, réclame la possession du trésor mais Pompée, qui avait des besoins financiers importants, refuse. Le jeune Tigrane décide de s'enfuir mais Pompée, prévenu à temps, le fait arrêter. Il ordonne aux gardiens des trésors de les remettre au vieux roi. Enchanté d'entendre les Romains le saluer du titre de roi, Tigrane II promet à chaque soldat une demi-mine d'argent, à chaque centurion dix mines et à chaque tribun militaire un talent.
Phraatès III demande alors  à Pompée qu'il lui rende le jeune Tigrane et qu'il ne poursuive pas ses actions au-delà de l'Euphrate. Le général romain lui répondit : « Tigrane appartient plus à son père qu'à son beau-père ; quant aux limites, c'est la justice qui les fixera ». Chargé de chaînes, Tigrane le Jeune est privé de la Sophène qui est donnée par Pompée au roi client Ariobarzane Ier de Cappadoce.   
Laissant à son lieutenant Afranius le soin de défendre l'Arménie contre les Parthes, Pompée reprend sa poursuite de Mithridate VI dans le Pont et chez les peuples voisins ; il doit soutenir de nouveaux combats notamment contre Orosès, roi d'Albanie du Caucase qui habite au-delà du Cyrnus, et qui voulait complaire à Tigrane le fils, qui était son ami, et contre les Ibères.
Selon Appien, Tigrane le Jeune, qui essayait toujours d'exciter les Parthes contre Pompée, est emmené pour figurer dans son triomphe de 61 av. J.-C. et ensuite mis à mort.

## Postérité
Selon Plutarque, le fils de Tigrane, sa femme et sa fille sont effectivement contraints de participer au triomphe de Pompée avec une des femmes du roi Tigrane II nommée Zosime.

## Sources anciennes
- Dion Cassius, Histoire romaine.
- Appien , Guerre mithridatique.
- Plutarque, Vie de Pompée.